# Džozef Košut
Džozef Košut (rođen 31. januara 1945. godine u Ohaju, SAD) konceptualni je umetnik. Živi i radi u Njujorku i Londonu. Jedan je od začetnika konceptualne umetnosti i prvih umetnika koji su svoj rad zasnivali na analitičkoj filozofiji. Aktivan je kao vizuelni umetnik i teoretičar umetnosti.

## Rano stvaralaštvo
Košut je rođen u Toledu (Ohajo, SAD). Njegova majka je bila Amerikanka, a otac Mađar. Džozef Košut je pohađao Školu za dizajn Muzeja u Toledu od 1955. do 1962. godine i išao na privatne časove slikanja. 1963. godine upisao se na Institut za umetnost u Klivlendu kao stipendista. Naredne godine boravio je u Parizu i putovao po Evropi i Severnoj Africi. Preselio se u Njujork 1965. godine i pohađao njujoršku Školu za vizuelne umetnosti do 1967. Od 1971. godine studirao je antropologiju i filozofiju na Novoj školi za socijalna istraživanja u Njujorku.
U Školi za vizuelnu umetnost Košut je ostavio vidan uticaj na svoje kolege još kao student. 1967. godine pozvan je da radi kao profesor u ovoj školi, oko čega je kolektiv tadašnjih profesora imao oprečne stavove. Mnogi konzervativni predavači nisu imali razumevanja za Košutovo radikalno preispitivanje postavki umetnsti. Košut je bio aktivan i van škole – osnovao je takozvani Muzej normalne umetnosti, instituciju u okviru koje su prvi put predstavljeni publici umetnici kao što su En Darboven i On Kavara. Aktivno je radio na promovisanju pokreta konceptualne umetnosti.
U svojim ranim umetničkim radovima, tekstovima i angažovanjima, Košut je naglašavao interesovanje za dijalektički proces formiranja ideje u odnosu na jezički kontekst. Smatrao je da umetnost nije „stvar boje i oblika, već kreiranja značenja“. Njegovi teorijski raovi uticali su na stručnu javnost i sugerisali ponovno „čitanje“ modernizma, kao i ponovno isticanje značaja Marsela Dišana, označavajući kretanje ka epohi postmodernizma, kako je danas nazivamo.
Košut je nastavio da radi na fakultetu, odnosno na odseku lepih umetnosti u Školi za vizuelne umetnosti u Njujorku do 1985. godine. Nakon toga bio je profesor i gostujući predavač na različitim umetničkim fakultetima u Hamburgu, Štutgartu, Minhenu, Veneciji i mnogim drugim. Košut je tokom ovog perioda aktivno stvarao, pisao, izlagao i organizovao izložbe i ubrzo je postao svetski priznat kao jedan od pionira konceptualne umetnosti i umetnosti instalacije. Kroz svoj rad, Košut je kontinuirano istraživao procese formiranja jezika i značenja, kao i relaciju jezika i umetnosti. Neki od njegovih prvih radova, kao što su Protoistraživanja, nastala kada je imao samo dvadeset godina, smatraju se za prve konceptualne radove u istoriji umetnosti, pa su tako postali deo kolekcija muzeja kao što su MOMA (Muzej moderne umetnosti u Njujorku), Muzej Gugenhajm, Vitni muzej, Pompidu, Tejt galerija i drugih.
Zajedno sa Petrom Pakešom, Džozef Košut je 1989. godine osnovao Fondaciju za umetnost kao deo Muzeja Sigmunda Frojda u Beču. Ova fondacija, čiji je Košut predsednik, uspostavljena je na pedesetogodišnjicu smrti Sigmunda Frojda.

## Radovi
Košut pripada internacionalno zastupljenoj generaciji umetnika koji se identifikuju kao konceptualni umetnici, pripadnici pokreta koji se javio sredinom 60-ih godina. Zajednička odlika stvaralaštva konceptualnih umetnika je tendencija da se umetnost oslobodi ličnih emocija i estetskih normi, odnosno da se svede na čistu informaciju, odnosno ideju. Zajedno sa On Kavarom, Lorensom Vajnerom, En Darboven i drugim umetnicima, Košut posebno ističe jezik kao suštinu dela. Košutovi radovi su često zasnovani na tumačenju psihoanalitičkih znanja Sigmunda Frojda i filozofije jezika Ludviga Vitgenštajna.

### Instalacija Jedna i tri stolice
Jedan od najreprezentativnijih radova Džozefa Košuta je instalacija pod nazivom Jedna i tri stolice. Ovo delo sastoji se od tri elementa – fizičke stolice kao komada nameštaja, fotografije iste stolice i leksikografske jedinice, definicije reči stolica preuzete iz rečnika. Ovo je jedan od primera Košutovog direktnog istraživanja umetničke instalacije kao tautološkog sistema, u okviru kojeg elementi predstavljaju isključivo ono što jesu.

### Tautološki aspekt umetničkog dela
O ovoj temi umetnik je napisao i čuveni teorijski rad, Umetnost posle filozofije. Delo iz 1968/69. godine predstavlja svojevrsni manifest konceptualne umetnosti. U njemu je Košut izrazio stav da svako konceptualno umetničko delo predstavlja analitičku propoziciju. Svako delo ima lingvistički karakter zato što svojim postojanjem daje definiciju umetnosti. Samim tim, postaje očigledan tautološki karakter dela i umetnosti, uopšte.

## Izložbe
Prvu samostalnu izložbu Džozef Košut je priredio 1969. godine u Galeriji Leo Kasteli u Njujorku. Iste godine organizovao je veliku izložbu pod nazivom Petnaest lokacija, u okviru koje je predstavio svoje radove u petnaest muzeja i galerija širom sveta. Tokom osamdesetih godina organizovano je više retrospektivnih izložbi njegovih radova. Izlagao je na izložbi Dokumenta u Kaselu 1972, 1978, 1982. i 1992. godine, kao i na Bijenalu u Veneciji 1976, 1993. i 1999. godine. Nastavio je da izlaže u Veneciji tokom trajanja Bijenala od 2011. godine nadalje sa Evropskim kulturnim centrom. 2017. godine izlagao je sa svojom organizacijom u Palaco Bembo u Veneciji. Tokom decenija rada organizovao je više grupnih izložbi i bio aktivan kao kustos.